# Lucas Cruikshank
Lucas Alan Cruikshank (* 29. srpna 1993) je americký komediální herec žijící ve městě Columbus ve státě Nebraska. Na vlastním kanálu služby YouTube vytvořil postavu Freda Figglehorna a s ní spojený seriál Fred. Fred Figglehorn je fiktivní šestiletý kluk s dysfunkčním rodinným zázemím a problémy se zvládáním hněvu.